# HBcAg
HBcAg (Hepatitis B core antigen) ist ein Protein des Hepatitis-B-Virus (HBV).

## Eigenschaften

Schematischer Aufbau des HBV

HBcAg ist das Kapsidprotein des HBV. Es bildet Multimere bis hin zu einem ikosaedrischen Kapsid aus 240 HBcAg mit einer Triangulationszahl T = 4 und 180 HBcAg mit T = 3. Nach Entpackung wird das HBcAg in der Zelle entlang Mikrotubuli in den Zellkern transportiert. Eine Phosphorylierung des HBcAg exponiert eine Signalsequenz nahe dem C-Terminus (Position 187–204) zum Import in den Zellkern über Importin α und β. Im Zellkern bindet das Kapsid an NUP153. Dort erfolgt die Entpackung der HBV-Genome, sofern sie vollständig gereift sind. Allerdings werden verschiedene unvollständige virale und virusartige Partikel gebildet.
An der Position 1 bis 144 ist die Kapsiddomäne, während ab 150 bis 185 eine Arginin-reiche, Protamin-artige Nukleinsäure-bindende Domäne liegt.
HBeAg wird aus dem gleichen offenen Leseraster wie HBcAg gebildet. Neugebildetes HBcAg im Zytosol bindet prä-genomische RNA (an der HBcAg-Position 206–212) und die Polymerase Protein P, woraufhin das DNA-Genom des HBV anhand der RNA-Vorlage erzeugt wird. Der N-Terminus enthält vier Cysteine, die vermutlich einen Zinkfinger bilden. Anschließend erfolgt entweder ein erneuter Import in den Zellkern oder das Kapsid bindet an das endoplasmatische Retikulum zur Knospung.
Tapasin bindet an den Abschnitt 18–27 des HBcAg und verstärkt die Aktivität von zytotoxischen T-Zellen gegen HBV.

## Anwendungen
HBcAg wird zum Nachweis einer momentanen Infektion verwendet. Nach einmaliger Infektion bleibt das HBc-Antigen während der Infektion immer positiv. Hierbei kann man eine gegen HBV geimpfte Person von einer zum jetzigen Zeitpunkt oder schon früher erkrankten Person mit HBV unterscheiden.
Ebenso wird es zur Behandlung von Hepatitis-B-Infektionen als Target untersucht.